# Примак, Николай Алексеевич
Николай Алексеевич Примак (Приймак) (1925—1943) — советский военнослужащий. Участник Великой Отечественной войны. Герой Советского Союза (1943, посмертно). Красноармеец.

## Биография
Николай Алексеевич Примак родился 20 мая 1925 года на хуторе Приймаки Краснодарского района Кубанского округа Северо-Кавказского края РСФСР СССР (ныне село Примаки Динского района Краснодарского края Российской Федерации) в семье хлебороба Алексея Евстафьевича Примака. Русский. Родом из кубанских казаков. Окончил 8 классов школы № 3 в станице Нововеличковская. До призыва на военную службу работал в местном колхозе.
В ряды Рабоче-Крестьянской Красной Армии Н. А. Примак был призван Новотитаровским районным военкоматом в 1942 году. Во время курса военной подготовки освоил воинскую специальность пулемётчика. В действующей армии красноармеец Н. А. Примак с июня 1942 года. Воевал на Северо-Кавказском и Закавказском фронтах в составе 47-й, 56-й и 18-й армий. Участник Битвы за Кавказ. Пулемётчик 3-й пулемётной роты 723-го полка 395-й стрелковой дивизии 22-го стрелкового корпуса Северо-Кавказского фронта особо отличился в боях за освобождение Таманского полуострова.

### Подвиг
Разгромив немецко-фашистские войска в ходе Краснодарской наступательной операции, воинские формирования Северо-Кавказского фронта в марте 1943 года вышли к заранее подготовленным рубежам обороны противника на Таманском полуострове. Стремясь во что бы то ни стало удержать плацдарм на Северном Кавказе, немцы создали глубоко эшелонированную и сильно укреплённую систему обороны, получившую название «Голубая линия». Попытка её прорыва сходу в марте 1943 года не увенчалась успехом. С весны 1943 года и до начала Новороссийско-Таманской операции советские войска вели на Голубой линии позиционные бои с целью улучшения тактических позиций.
22 июня 1943 года в бою за господствующую высоту 121,4 у хутора Садовый Крымского района Краснодарского края красноармеец Н. А. Примак со своим пулемётом выдвинулся на открытую позицию, и сорвав эффективным огнём несколько контратак противника, обеспечил продвижение вперёд стрелковых подразделений своего полка. Пытаясь уничтожить огневую точку Примака, противник открыл по его позиции яростный артиллерийский и миномётный огонь, выпустив более 100 снарядов и мин. Осколками снарядов Н. А. Примаку оторвало обе ступни, но истекая кровью, он продолжал вести огонь по противнику. В ходе боя красноармеец Примак уничтожил несколько огневых точек противника и до взвода немецких солдат. Он умер на руках поспешивших ему на помощь боевых товарищей.
За образцовое выполнение боевых заданий командования на фронте борьбы с немецкими захватчиками и проявленные при этом отвагу и геройство указом Президиума Верховного Совета СССР от 25 октября 1943 года красноармейцу Примаку Николаю Алексеевичу было присвоено звание Героя Советского Союза посмертно.
Из наградного листа к званию Героя Советского Союза: 

Во всех боях с немецкими захватчиками тов. Примак проявил упорство, героизм и отвагу, показав себя беззаветно преданным Социалистической Родине. Особенно отличился в бою 22.7.1943 года в районе Садовое. В разгар боя, тов. Примак выкатил свой пулемёт на открытую позицию. Ведя ураганный прицельный огонь, т. Примак обеспечил продвижение подразделения и нанёс врагу большой урон, уничтожив несколько огневых точек и до взвода гитлеровцев.
Ливень пуль косил насмерть врагов, и они задались целью, во что бы то ни стало уничтожить пулемёт. На позицию пулемёта немцы обрушили бешеный огонь пушек и миномётов. Более сотни снарядов и мин было выпущено гитлеровцами, вокруг героя-пулемётчика бушевало море огня и раскалённых осколков снарядов.
Но пулемёт не умолк даже тогда, когда вражеским снарядом т. Примак был смертельно ранен в обе ноги. Подоспевшие бойцы услышали тихие, но грозные слова, истекающего кровью героя: «Я вас не подвёл, товарищи, передайте матери, что я погиб за Родину. Мстите фашистам. Вперёд за Сталина».
Последним усилием воли и мышц герой-пулемётчик нажал гашетку «Максима» и длинной очередью сразил насмерть ещё десяток врагов. Подразделение ринулось в решительную атаку и выбило гитлеровцев из траншей.
За беспримерный героизм, проявленный в бою с немецкими захватчиками, как верный патриот Родины, тов. Примак достоин присвоения звания «Герой Советского Союза» (посмертно).
Командир 395-й стрелковой дивизии генерал-майор А. П. Турчинский.
29 июля 1943 года. — 
Похоронен Н. А. Примак в станице Троицкой Крымского района Краснодарского края.

## Награды
- Медаль «Золотая Звезда» (25.10.1943, посмертно);
- орден Ленина (25.10.1943, посмертно).

## Память

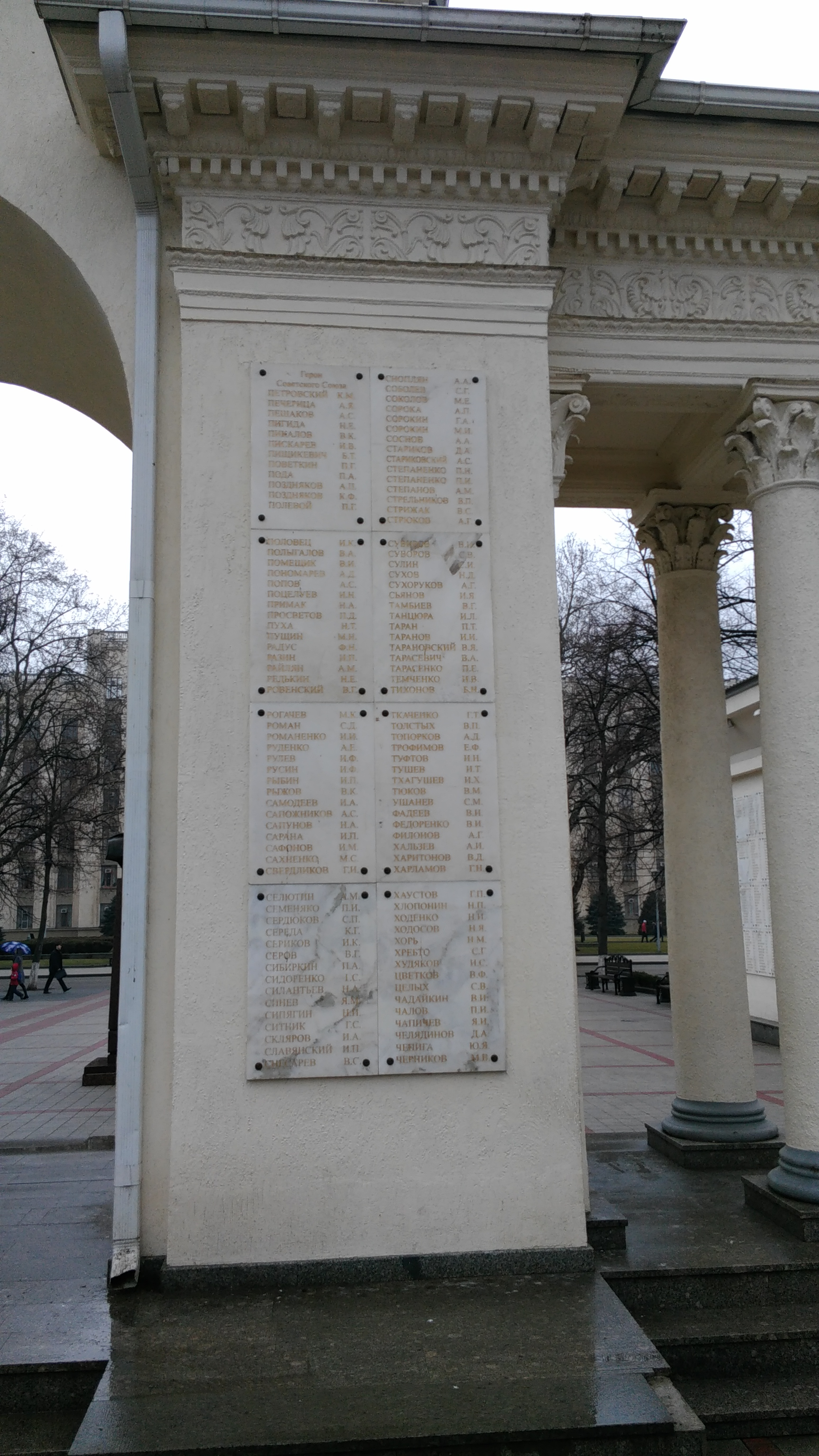
Имя Героя на мемориальной арке в Краснодаре.(П-Ч)

- Имя Героя увековечено на мемориальной арке в Краснодаре.
- Имя Героя высечено золотыми буквами в зале Славы Центрального музея Великой Отечественной войны в Парке Победы города Москвы.
- Именем Героя Советского Союза Н. А. Примака названа улица в станице Троицкая Крымского района Краснодарского края.
- Н. А. Примаку посвящено стихотворение поэта К. А. Обойщикова «А пулемёт всё жил».
- Почётный красноармеец 3-й пулемётной роты

## Оценки и мнения
Героически погибшего в борьбе с немецко-фашистскими захватчиками и представленного к присвоению звания Героя Советского Союза красноармейца Примак Николая Алексеевича считать почётным красноармейцем 3-й пулемётной роты. При поверке личного состава роты красноармейца Примака называть и командиру его бывшего отделения докладывать о причине выбытия Примака.— Из приказа подполковника М. Н. Жирнова по 723-му стрелковому полку от 30.08.1943 года.

## Документы
- Общедоступный электронный банк документов «Подвиг Народа в Великой Отечественной войне 1941—1945 гг.» Дата обращения: 29 марта 2013. Архивировано из оригинала 13 марта 2012 года.

Представление к званию Героя Советского Союза и указ ПВС СССР о присвоении звания. Дата обращения: 29 марта 2013. Архивировано 10 апреля 2013 года.
- Обобщенный банк данных «Мемориал». Дата обращения: 29 марта 2013. Архивировано из оригинала 10 мая 2012 года.

ЦАМО, ф. 58, оп. 18001, д. 286.
Учётная карточка захоронения 23-526.
Схема захоронения 23-526.